# エドウィン・デ・フラーフ
エトヴィン・デ・フラーフ（Edwin de Graaf, 1980年4月30日 - ）は、オランダ・デン・ハーグ出身の元サッカー選手、現サッカー指導者。現役時代のポジションはMF。

## 経歴
NACブレダではPKキッカーを務めた。2012年よりフェイエノールトU-19チームのアシスタントコーチに就任し、翌年にはユースの監督に昇格した。